# نادي وينكس
نادي وينكس (بالإنجليزية: Winx Club)‏ هي سلسلة رسوم متحركة إيطالية أمريكية أنتجتها شركة قوس قزح سبا ونيكلوديون. تم إنشاؤه بواسطة إيجينيو سترافي. تدور أحداث المسلسل في عالم سحري يسكنه الجنيات والساحرات والمخلوقات الأسطورية الأخرى. الشخصية الرئيسية هي محاربة خرافية تدعى بلوم، تلتحق بكلية ألفيا لتدريبها وصقل مهاراتها. تستخدم السلسلة تنسيقًا تسلسليًا يحتوي على قصة مستمرة. تم عرضه لأول مرة في 28 يناير 2004، وأصبح نجاحًا في التصنيف في إيطاليا وعلى شبكات نيكلوديون دوليًا.
حدد إيجينيو سترافي في البداية مؤامرة العرض حتى تستمر ثلاثة مواسم. اختار مواصلة القصة للموسم الرابع في عام 2009. في هذا الوقت، جذبت شعبية النادي ينكس ' انتباه الشركة سائل الإعلام الأمريكية فياكوم، صاحب مسرح. اشترت شركة فاياكوم 30٪ من استوديو الرسوم المتحركة الخاص بالعرض، بدأت قوس قزح سبا ونيكلوديون في إنتاج سلسلة إحياء. تم تقسيم الإنتاج في المواسم الخامس والسادس والسابع بين قوس قزح سبا واستوديوهات نكلوديون للرسوم المتحركة. لجذب جمهور أمريكي، جمعت فاياكوم طاقمًا صوتيًا لممثلي نيكلوديون (بما في ذلك إليزابيث جيليس وأريانا غراندي)، واستثمرت 100 مليون دولار أمريكيفي الإعلان عن السلسلة، وأدرجت نادي وينكس في امتياز نيكلوديون الخاص بـ نيكتونز.
بدءًا من عام 2010، تمت كتابة حلقات نيكتونز بالاشتراك مع فريق نيكلوديون الأمريكي. يهدف كتاب نيكلوديون إلى جعل المسلسل متعدد الثقافات وجذابًا للمشاهدين من مختلف البلدان. في عام 2019، علق سترافي على تعاونه مع نيكلوديون على مدار عقد تقريبًا، قائلاً إن «الدراية الفنية لـ قوس قزح سبا ومعرفة نيكلوديون مكملتان للغاية؛ حساسيات الأمريكيين، بلمستنا الأوروبية.»  وقد أدى استمرار الشراكة بين قوس قزح ومسرح في نادي ينكس لتطوير المزيد من الإنتاج المشترك، بما في ذلك نادي 57 في 2019، والتي الكثير من الموظفين النادي ينكس ' عمل.
كانت السلسلة عرضة لخفض الميزانية في عام 2014، خلال موسمها السابع. تم اعتبار المقاطع ثلاثية الأبعاد التي تم إنشاؤها بواسطة الكمبيوتر وممثلي الصوت في هوليوود مكلفة للغاية ولا يمكن الاستمرار في استخدامها. تم عرض الموسم السابع في النهاية على قنوات نيكلوديون العالمية في عام 2015. بعد توقف دام أربع سنوات، تم عرض الموسم الثامن لأول مرة في عام 2019. بناءً على قرار سترافي، تم إعادة تجهيز هذا الموسم للجمهور المستهدف في مرحلة ما قبل المدرسة. لم يتم استدعاء معظم أعضاء طاقم العرض منذ فترة طويلة للعمل في الموسم الثامن. ابتعد سترافي عن المسلسل في هذا الوقت، وحول تركيزه إلى نادي 57 ومشاريع الحركة الحية الأخرى. تكيف حي من نادي وينكس للشباب، بعنوان القدر: وينكس سيجا، تم عرضه لأول مرة في عام 2021.

## فرضية
يتتبع المسلسل مغامرات مجموعة من الفتيات المعروفة باسم وينكس، الطالبات في كلية ألفيا للجنيات، اللائي يتحولن إلى جنيات لمحاربة الأشرار. يتكون الفريق من بلوم، الزعيم ذي الشعر الأحمر الذي يتمتع بصلاحيات تعتمد على النار. ستيلا جنية الشمس؛ فلورا، جنية الطبيعة؛ تيكنا، جنية التكنولوجيا؛ موسى جنية الموسيقى. وعائشة جنية الأمواج. تنضم روكسي، جنية الحيوانات، من حين لآخر إلى وينكس وتسميها جميع شركات الإنتاج الثلاثة في العرض على أنها العضو السابع في نادي وينكس. الشخصيات الرئيسية من الذكور تسمى المتخصصين، وهي مجموعة من الطلاب في مدرسة النافورة الحمراء وهم أيضًا أصدقاء جنيات وينكس. ومن بينهم خطيب بلوم سكاي؛ براندون خطيب ستيلا. هيليا صديقة فلورا؛ صديق تيكنا تيمي؛ وصديق موسى ممزق. على عكس نظرائهم من الإناث، لا يمتلك المتخصصون قوى سحرية وبدلاً من ذلك يدربون على القتال باستخدام أسلحة الليزر. أكثر خصوم وينكس والمتخصصين شيوعًا هم ثلاثي من السحرة يُطلق عليهم اسم تركس: أيسي ودارسي وستورمي، وجميعهم طلاب سابقون في مدرسة برج السحابة.
يقع نادي وينكس في عالم شاسع له أبعاد متعددة. تحدث معظم الحلقات في البعد السحري، وهو مغلق أمام الناس العاديين ويسكنه مخلوقات من الأساطير الأوروبية مثل الجنيات والسحرة والوحوش. عاصمة هذا العالم هي مدينة ماجيكس - التي تقع على كوكب يحمل نفس الاسم - حيث توجد مدارس السحر الرئيسية الثلاث. تشمل الكواكب الأخرى في «ماجيك دايمنشن» كوكب منزل بلوم دومينو وكوكب ستيلا سولاريا وكوكب فلورا الأصلي لينفيا وكوكب تيكنا الأصلي زينيث وكوكب موسى موطن ميلودي وكوكب عائشة الأصلي أندروس. تحدث بعض الحلقات على الأرض، كوكب روكسي، حيث قضت بلوم طفولتها.

## الإنتاج

### التصميم
صور المسلسل عبارة عن مزيج من الرسوم المتحركة اليابانية والعناصر الأوروبية، والتي يسميها نادي وينكس «نمط قوس قزح للعلامة التجارية». تستند التصميمات النهائية للشخصيات الرئيسية إلى رسومات سترافي الأصلية، والتي تم تصميمها على غرار المشاهير المشهورين في مطلع القرن الحادي والعشرين. في مقابلة عام 2011 مع IO دونا ، ذكر سترافي أن بريتني سبيرز كانت مصدر إلهام لـ بلوم، وكاميرون دياز لـ ستيلا، وجينيفر لوبيز لـ فلورا، وبينك لـ تيكنا، ولوسي لو لـ موسى، وبيونسيه لـ عائشة. كان هذا النهج جزءًا من هدف سترافي بأن تمثل الجنيات «نساء اليوم».

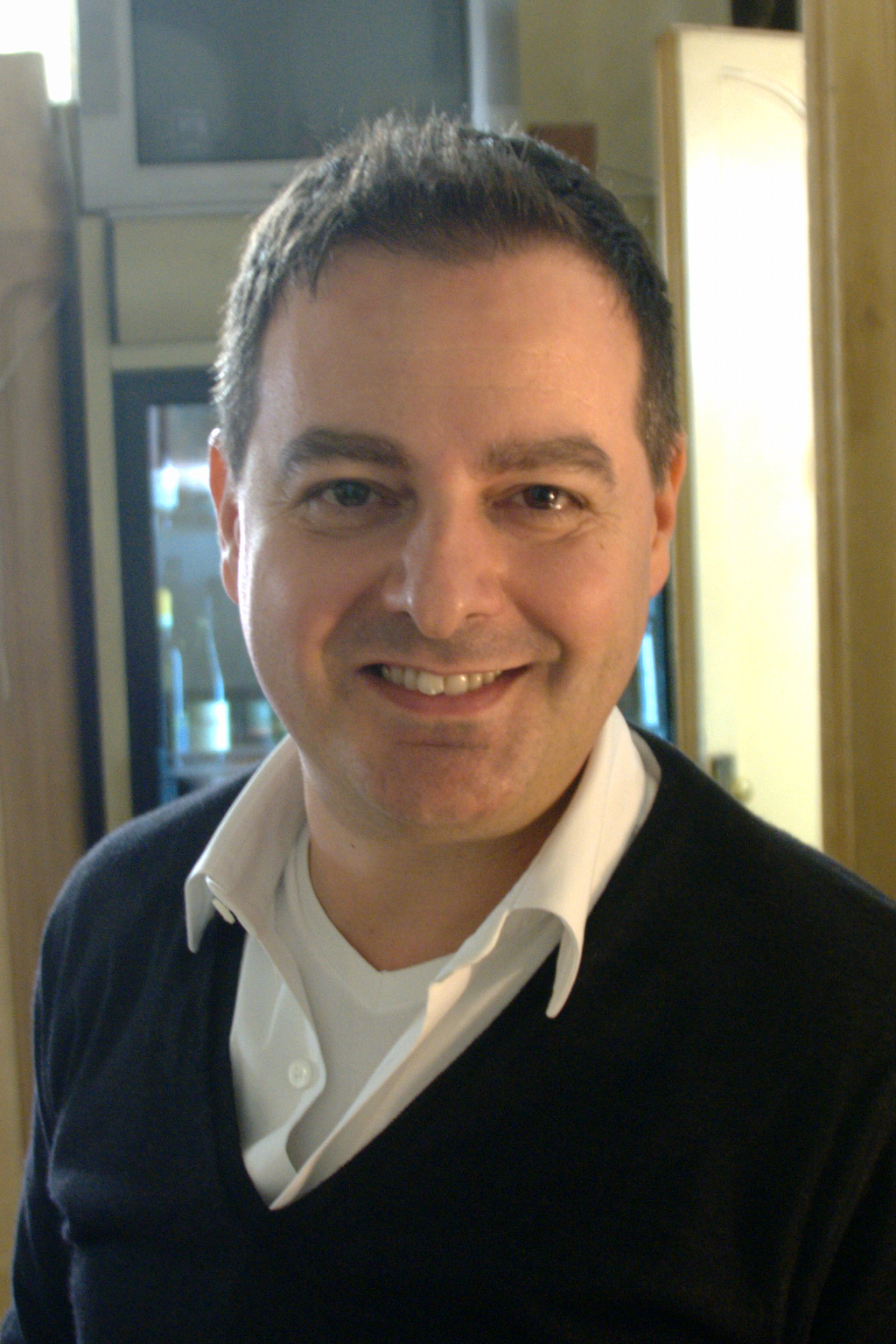
إيجينيو سترافي، مؤسس نادي ينكس

يقوم فريق من الفنانين المتخصصين بتصميم تعابير الشخصيات والأزياء لكل موسم. يتم رسم حوالي 20 جدولًا للتعبيرات والمواقف من جميع الزوايا لكل حرف. يبدأ المصممون في تطوير أزياء الشخصيات عن طريق إنشاء صور مجمعة من قصاصات المجلات لاتجاهات الموضة الحديثة. باستخدام هذه كمراجع، فإنهم يرسمون ملابس متعددة لكل شخصية. صمم سيمون بورسيلي، المدير الفني للمسلسل، معظم ملابس الشخصيات في بداية الموسم على الرغم من افتقارها إلى خلفية في تصميم الأزياء. عندما سأله أحد المحاورين من أين جاء حدسه في الموضة، أجاب بورسيلي، «من كونه مثلي الجنس» 

#### الكتابة والرسوم المتحركة
المرحلة الأولى في إنتاج الحلقة هي تطوير نصها، وهي عملية يمكن أن تستمر من 5 إلى 6 أشهر. عندما بدأ المسلسل في الإنتاج، كان مقر الكتاب بالكامل في إيطاليا. بعد أن أصبحت فاياكوم شريكًا في ملكية قوس قزح سبا في عام 2011، بدأت مجموعة قوس قزح سبا المكونة من 30 كاتبًا في التعاون مع فرق في كل من إيطاليا والولايات المتحدة. يهدف التنسيق الدولي، الذي استمر حتى عام 2019،  إلى جعل السيناريوهات الموضحة في البرنامج متعددة الثقافات ومتاحة للمشاهدين من مختلف البلدان. تتم كتابة الحلقات مع وضع قصتين في الاعتبار: قوس سردي أطول يستمر لعشرات الحلقات وحبكة فرعية تنتهي في نهاية وقت التشغيل البالغ 22 دقيقة. تم تصميم هيكل الحلقة هذا على غرار مسلسلات الدراما والقصص المصورة الأمريكية. تشمل الموضوعات المكتوبة في السلسلة الرومانسية،  اكتساب النضج عند بلوغ سن الرشد، و (في الموسم الخامس) الحفاظ على الطبيعة.
بعد الموافقة على تصميم السيناريو والشخصيات، يتم تمرير السيناريو إلى مجموعة من فناني القصص المصورة. لكل حلقة مدتها 22 دقيقة، يقوم الفنانون بإعداد 450 صفحة من القصص المصورة لكل حلقة مدتها 22 دقيقة،  والتي تُستخدم لتجميع الرسوم المتحركة. في هذه المرحلة، يتم إضافة الحوار والموسيقى لتحديد طول كل مشهد. في المسلسل الأصلي (المواسم 1-4)، تم تحريك أفواه الشخصيات لتتناسب مع خطوط الممثلين الإيطاليين. في السلسلة التي تم إحياؤها، تمت مطابقة حركات الفم مع النصوص الإنجليزية. يتم العمل على الحلقات بشكل متزامن لأن كل منها يتطلب حوالي عامين من العمل لإكمالها.
في بداية الموسم الأول، عمل فريق الإنتاج المكون من عشرة أفراد في مقر قوس قزح سبا الأصلي في ريكاناتي. في عام 2006، افتتح إيجينيو سترافي استوديوًا ثانيًا في روما لمشاريع الرسوم المتحركة بالكمبيوتر. خلال الموسمين الخامس والسادس، تم دمج تسلسلات ثلاثي الأبعاد تحريك حاسوبي في المسلسل لأول مرة، وتم تحريكها في الاستوديو في روما. وفقًا لرسامي الرسوم المتحركة لـ قوس قزح سبا سي جي أي، كانت الرسوم المتحركة لشعر الشخصيات في المشاهد تحت الماء صعبة بشكل خاص، وتم تحريكها بشكل منفصل عن الشخصيات.

## الإستقبال

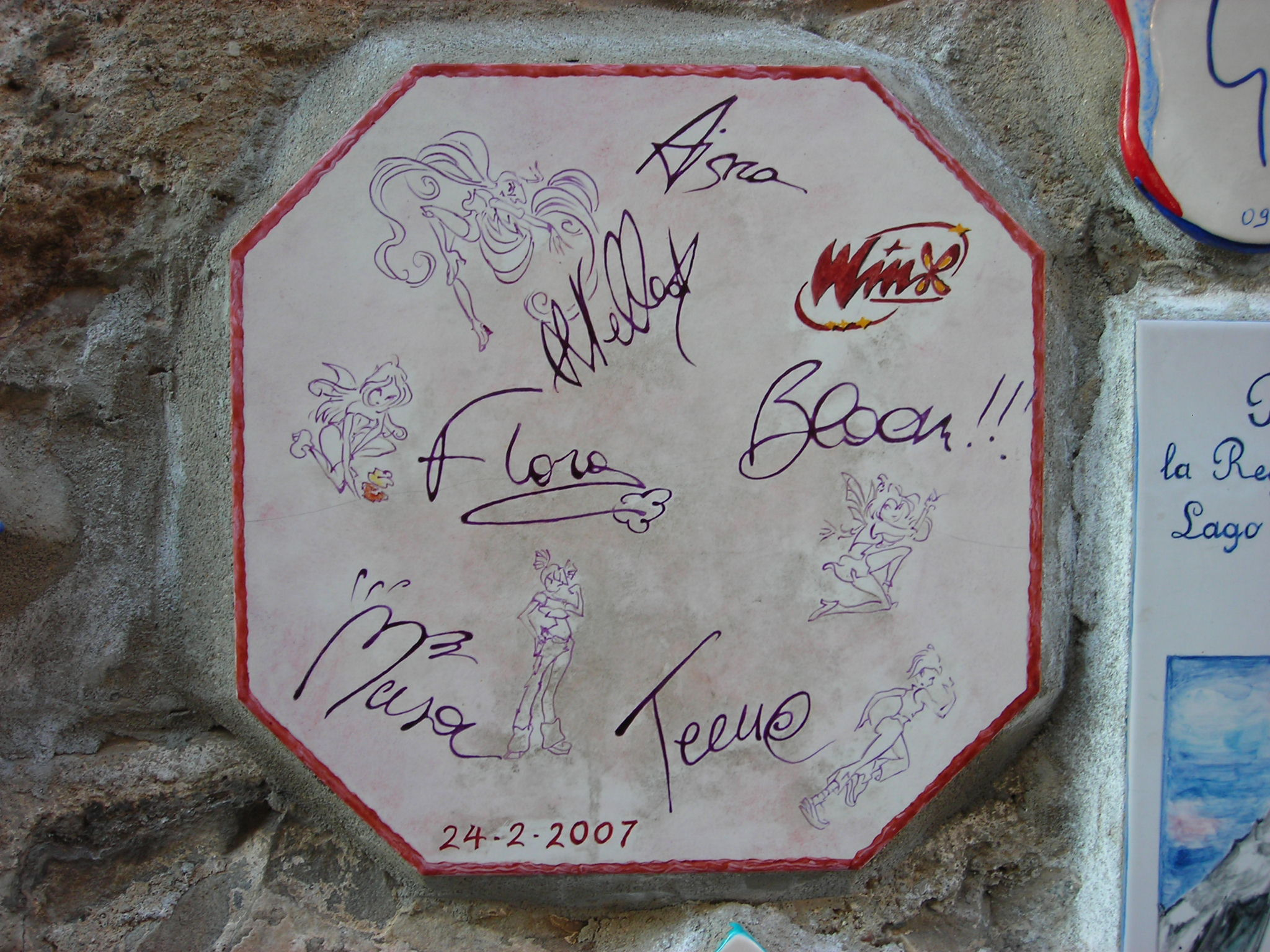
بلاطة في جدارية ألاسيو موقعة من وينكس.

### التقييمات
عند ظهوره لأول مرة، حقق نادي وينكس نجاحًا في التصنيف. خلال موسمه الأول في عام 2004، أصبح المسلسل واحدًا من أعلى البرامج تقييمًا على راي 2 بمتوسط نسبة جمهور بلغت 17٪. بين المشاهدين الذين تتراوح أعمارهم بين 4-14 سنة، كان متوسط الحصة 45٪. في فرنسا وبلجيكا، وصل الموسم إلى 56٪ بين من تتراوح أعمارهم بين 10 و 14 عامًا. وفقا لراي في عام 2009، خلط الجنسين من جمهور النادي ينكس ' كان يساوي تقريبا عبر الفصول الثلاثة الأولى. في الفئة الديموغرافية المستهدفة من 4-14 سنة، مثلت الإناث 3٪ فقط من الجمهور أكثر من الذكور. سجل العرض الأول للموسم الرابع رقماً قياسياً لجمهور عرض الرسوم المتحركة على راي 2 مع 500000 مشاهد. في عام 2007، أشار إيجينيو سترافي إلى أن هناك تقييمات أقل في المناطق الناطقة باللغة الإنجليزية مقارنة بأوروبا في ذلك الوقت، وهو ما توقعه بسبب الاختلافات الثقافية.
في 27 يونيو 2011، تم عرض أول عرض خاص تم إنتاجه مع نيكلوديون لأول مرة على نيكلوديون أمريكا إلى 2.278 مليون مشاهد. كان أداء كل من العروض الخاصة الثلاثة التالية أفضل من العروض السابقة، مع تصنيف الرابع («ذا شادو فونيكس») رقم 1 في الفترة الزمنية الخاصة به بين المشاهدين الذين تتراوح أعمارهم بين 2-11. خلال الربع الأول من عام 2012، شاهد ما معدله 38.5 مليون مشاهد المسلسل عبر تسعة من منافذ نيكلوديون الدولية، بزيادة قدرها 60٪ عن الربع الأخير من عام 2011. على قناة نيكلوديون المملكة المتحدة، زاد نادي وينكس من تصنيفات الشبكة بنسبة 58٪ عند إطلاقه في عطلة نهاية الأسبوع في سبتمبر 2011، ليحتل المرتبة الثانية بين البرامج الأكثر شعبية على القناة والعرض الأكثر شعبية للإناث من سن 7-15. اعتبارًا من عام 2019، يعد نادي وينكس و سبونج بوب سكوير بانتس العروض المتحركة الوحيدة التي لا تزال تُبث على شبكة نيكلوديون الرئيسية.

## الأصوات العربية

### نسخة إستوديوهات الرِهام للإنتاج الفني (لبنان) المواسم [3,2,1] والأفلام [1-2]
- نسرين مسعود كـ بلوم (المواسم 3,2,1)، ستيلا، دافني (الفيلم الأول والثاني)

- اسمهان بيطار كـ ستيلا (المواسم 3,2,1)، ليلى (الفيلم الثاني)
- ندى نصر كـ تيكنا، دافني (المواسم 3,2,1 و الفيلم الثاني)
- ايمان بيطار كـ ليلى، دارسي (المواسم 3,2,1)
- شادن ابو دهن كـ فلورا، عدت شخصيات (المواسم 3,2,1)
- وسن إبراهيم كـ ميوزا، عدت شخصيات (المواسم 3,2,1)
- رودي قليعاني كـ سكاي، فالتور، عدت شخصيات (المواسم 3,2,1)
- عبدو حكيم كـ تيمي، عدت شخصيات (المواسم 3,2,1)
- جمانة الزنجي كـ الراوي، ڤانيسا، أيسي، أموري، كاساندرا (المواسم 3,2,1)
- ماريا اسود كـ بلوم (الفيلم الأول والثاني)
- ميرنا حسيني كـ فلورا (الفيلم الثاني)

#### (نيكيلوديون بالعربية)
- وفاء عبد الله

- رانيا فهد
- لمى الصايغ
- هند حامد
- أسماء الجراح
- أحمد الآغا
- هشام حمادة
- عبد الله حمادة
- أمجد حتر
- رائد الموسى
- نصر عناني
- منير لبابدي
- ولاء الخوالدة
- ماهر جابر
- معز مهنا

## القصة

### الجزء الأول
كان هناك بنت تدعـى بلوم تعيش حياتها كباقي الفتيات مع أبيها وأمها مايك وفانيسا مــع أرنبها الملقب بـ كيـكو، ان بلوم فتاة مولعة بقصص الجنيات وعالم السـحر وأمنيتها الوحيـدة هي أن تصبح جنيـة ذات قوة خارقـة، ذات يوم في العطلـة تذهب بلوم للتنزه برفقة أرنبها كيكو إلى الغابة ومن هناك بلوم تستريح قليلا ويذهب كيكو للعب ف يرى ستيلا وهي تتشاجر وتحارب مخلوق شرير ف يسرع كيكو لأخبار بلوم، ومن هناك بلوم تنقذ ستيلا، تستكشف بلوم أن لديها قوة خارقة قوة التنين الناري من هناك تذهب بلوم إلى مدرسة خاصة (مدرسة الجنيات فقط) وهي في العالم الآخر لا يمكن للبشر العاديين الوصول اليها .. ومن هناك تبدأ قصة بلوم ف تصبح صديقة ل 4 بنات: وهم ستيلا، فلورا، ميوسا، تيكنا ف يسمون فريقهم الرباعي ب نادي وينكس، فتظهر ثلاث ساحرات شريرات ملقبات ب نادي تريكس أو فريق تريكس يدرسون في كلود تاور أو ما تعرف بمدرسة الساحرات فقط فهم 3 أخوات مولعات ب قوة بلوم لأنها أعضم قوة في عالم السحـر ف من هناك تبدأ الاحداث ف نلخص الأحداث في: مايك وفانيسا ليسا والدي بلوم الحقيقيين وأنما وجدوها .. بلوم لديها اخت جنية تسمى دافني وهي حارسة سايرانيكس وستعرفون جميع قصتها في الجزء الخامس وسيسلب فريق تريكس قوة بلوم ولكنها تستعيدها بفضل أختها دافني ♥

#### الجزء الثاني
بعد قضاء بلوم وصديقاتها على الساحرات كانت المفاجأة بأنهن قد عدن من جديد وبقوة أكبر فقد تحالفن مع سيد الشر وهو داركار أخطر وحش ويصبح للساحرات قوة جديدة، ولكن الأخبار الجيدة أن هناك فتاة تدعى لاليا تنضم إلى فريق البنات ويأتي شاب جديد يدعى هيليا ينضم إلى الشباب وتأتي فتيات صغيرات جدا ليساندن فريق نادي وينكس فيوجد لديهن قوة وينضم أستاذ جديد إلى الفيا السحرية وإسمه الفن سحرية ولكن تحصل الساحرات الشريرات على فتيات متشابهات ويحاولون ان يأخذوا المخطوطة. لكل فتاة من الوينكس بكسي صغيرة ويثير الأستاذ الفن الشكوك لماذا؟.. من يشك به هن الوينكس ما عدا بلوم فا بلوم قد أحبته لأنه يعرف ما حدث لوالدي بلوم لم تقفز الوينكس مكتوفات الأيدي (ماعدا بلوم) فقد بحثن في مكتبه الفيا وقد وجد كتاب يقول.♡♡ هناك ثلاثه كواكب ستجمع معا ويذهبن إلى مدرسه الساحرات وتقول مديره مدرسه الساحرات لا يجب أن تجتمع معا لوقدان اليوم ستجمع قرائن الوينكس الكتاب وقال الكتاب هناك أشخاص ذات الأجنحة عندما يتجمع سوف تظهر أجنحته وقد سيطر داركار على قرية البيكسي أما في جهة أخرى يقوم الوينكس بالهجوم على الفن في منتصف الليل وتضهر اجنحة الفن ويطير ويحدث خراب في مدرسة ألفيا وقد استعدت المدير الفتيات أما بلوم فقد كانت نائمة.

## روابط خارجية
الموقع الرسمي

نادي وينكس على Nick.com
نادي وينكس على Nick.com
نادي وينكس  في قاعدة بيانات الأفلام على الإنترنت (بالإنجليزية)